# Mustajärvi (sjö i Finland, Kajanaland)
Mustajärvi är en sjö i Finland. Den ligger i kommunen Puolango i landskapet Kajanaland, i den centrala delen av landet, 500 km norr om huvudstaden Helsingfors. Mustajärvi ligger 254 meter över havet. Den är 4,5 meter djup. Arean är 25,2 hektar och strandlinjen är 2,98 kilometer lång. Sjön  ingår i Ijo älvs huvudavrinningsområde. 